# 田寮 (苗栗縣苑裡鎮)
田寮，原寫為田藔，是臺灣苗栗縣苑裡鎮的一個傳統地域名稱，位於該鎮中部偏西北。相較於今日行政區，其範圍大致與福田里相近。

## 歷史
台灣清治末期至日治初期，田寮地區為一街庄，稱為「田藔庄」，隸屬於苗栗二堡。該庄西北邊及東北邊北段與苑裡坑庄為界，東北邊南段與大埔庄為界，東南與舊社庄為鄰，西南與貓盂庄為鄰。
1901年（日治明治三十四年）11月，該庄隸屬於苗栗廳。1909年（明治四十二年）10月，改隸屬於新竹廳。1920年（大正九年），該庄改制並雅化為「田寮」大字，隸屬於新竹州苗栗郡苑裡庄。1943年，苑裡庄升格為苑裡街。
戰後苑裡街改制為苑裡鎮，隸屬於苗栗縣，大字亦改制為里。

## 交通
國道3號又稱「福爾摩沙高速公路」，是貫穿台灣西部的兩條縱向高速公路之一，大致以北北西—南南東走向經過田寮地區東南部。境內未設交流道，但苑裡交流道即在南邊不遠處的縣道140號交會口，由此可快速前往台灣西部各地。
縣道130號是苑裡至大湖八份的道路，大致以西北—東南走向經過本地區中部偏西南，向西北可前往苑裡市區，向東南可前往舊社、三義，最終於大湖八份與省道台3線交會。

## 廟宇
- 廖府先生廟（陰廟）